# O Observador Constitucional
O Observador Constitucional foi um periódico publicado na cidade de São Paulo, no Brasil, no contexto da crise do Primeiro Reinado.
Tinha uma linha editorial de caráter liberal e federalista.
Segundo jornal impresso editado na então Província de São Paulo, era seu editor o médico italiano Giovanni Battista Libero Badarò. De linha editorial liberal, circulou entre 1829 e 1832.
Comentou os acontecimentos da Revolução de 1830, em Paris, exortando os brasileiros a seguirem o exemplo, o que causou uma onda de agitação liberal não só na Província, mas na do Rio de Janeiro, da Bahia e de Pernambuco.
O jornalista foi assassinado por um tiro de pistola, na noite de 20 de novembro de 1830, na rua que hoje leva seu nome. O Observador Constitucional dedicou a sua edição de 26 de novembro à morte de seu criador. O opinião pública atribuiu o mando do crime ao próprio Imperador, o que causaria ainda maior desgaste à sua imagem e que culminaria, no início do ano seguinte, na sua renúncia.

## Hemeroteca
- Biblioteca Nacional